# دريك أند جوش
دريك آند جوش (بالإنجليزية: Drake & Josh)‏ هو مسلسل كوميديا موقف تلفزيوني أمريكي من إنتاج دان شنايدر على نكلوديون. يتبع المسلسل حياة مراهقين لهما شخصيات معاكسة، دريك باركر (دريك بيل) وجوش نيكولز (جوش بيك)، ويصبحان إخوة بعد زواج والديهما. ظهر الممثلان سابقا في برنامج أماندا مع نانسي سوليفان، والتي تلعب دور أودري والدة دريك وميغان في هذه السلسلة. تلعب ميراندا كوسجروف دور ميغان، شقيقة دريك الصغرى المؤذية، ويلعب جوناتان غولدستاين دور والتر والد جوش. أغنية العنوان، Found a Way، هي من تأليف دريك بيل وباكهاوس مايك ومن غناء بيل. عرض المسلسل من 11 يناير 2004 إلى 16 سبتمبر 2007، بما مجموعه 57 حلقة في 4 مواسم. وأنتج من المسلسل فيلمان تلفزيونيا: دريك آند جوش يذهبان هوليوود وعيد ميلاد سعيد من دريك آند جوش.

## الشخصيات
- دريك بيل بدور (دريك باركر).
- جوش بيك بدور (جوش نيكولز).
- نانسي سوليفان بدور أوردري باركر-نيكولز (والدة دريك)
- جوناتان غولدستاين بدور وولتر نيكولز (والد جوش)
- ميراندا كوسجروف بدور ميغان باركر.

## القصة
والدة دريك ووالد جوش تزوجا بعد فترة من المواعدة، وعاشوا جميعا كاسرة واحدة تجمع الاب وهو مذيع نشرات جوية والام بالإضافة للأبناء: دريك وميجان أبناء الام، وجوش ابن الاب.
ودريك هو شاب منطلق، مهمل في الدراسة بعض الشيء، لكنه يستمتع بحياته، بالإضافة الي انه كاتب اغاني جيد ويجيد العزف علي الجيتار والغناء. بينما جوش شاب مجتهد في دراسته، لكنه يعاني من عدم القدرة علي الاستمتاع بالكثير من الاشياء.
ولقد ساعد كلا الاخوين بعضهما وصارا صديقين بعدما كان دريك يظن ان جوش احمق ولا يريد العيش معه. وتعيش معهم اختهم ميجان التي تستمتع بخداعهم وايقاعهم في مقالبها الكثيرة. وميجان فتاة ذكية جيدة في الدراسة لها دوما ابتسامة شريرة تخفي وراءها الكثير.

## الأنتاج
والمسلسل من إنتاج شركة نكلوديون الأمريكية ولقد صدر منه أكثر من أربعة مواسم. وتذيع الموسم الأول منه قناة نيكلوديون العربية.

## وصلات خارجية
- دريك أند جوش على موقع IMDb (الإنجليزية)
- دريك أند جوش على موقع روتن توميتوز (الإنجليزية)
- دريك أند جوش على موقع كينوبويسك (الروسية)
- دريك أند جوش على موقع ألو سيني (الفرنسية)
- دريك أند جوش على موقع قاعدة بيانات الفيلم (الإنجليزية)